# 拉多米雷什蒂鄉
44°05′N 24°42′E / 44.083°N 24.700°E
拉多米雷什蒂鄉（羅馬尼亞語：Comuna Radomirești, Olt），是羅馬尼亞的鄉份，位於該國南部，由奧爾特縣負責管轄，處於布加勒斯特以西120公里，每年平均降雨量970毫米，海拔高度115米，2007年人口3,678。